# Тиберий Клавдий Атик Херод (консул 132 г.)
Тиберий Клавдий Атик Херод (на латински: Tiberius Claudius Atticus Herodes; * 65, † ок. 137 г.) e политик и сенатор на Римската империя през 2 век.

## Биография
Фамилията на Атик Херод произлиза от Атика. Той е син на Тиберий Клавдий Хипархот (Hipparchos), чийто земи са конфискувани от император Домициан.
Атик Херод намира голямо имание. През 99/100 до 102/103 г. е легат на Юдея. Император Адриан го приема в сенаторското съсловие. През 132 г. Атик Херод е суфектконсул заедно с Публий Суфенат Вер.
Атик Херод е patronomos на Спарта, където наблюдава Агоге (Спартанското възпитание) с още шест колеги. Освен това 97 – 102 г. той е главен свещеник на императора в Атина.
За Атик Херод са поставени множество статуи и паметници.

## Фамилия
Женен е за гръцката аристократка Вибулия Алция Агрипина от Атина, дъщеря на Луций Вибулий Руф и Клавдия Алция. Двамата имат три деца:
- Херод Атик (прочут оратор, консул 143 г.)
- Клавдия Тисаменис
- Тиберий Клавдий Атик Херодиан